# Biskupi łucko-ostrogscy
Biskupi łucko-ostrogscy (Łuccy biskupi greckokatoliccy)
Greckokatolicka eparchia (diecezja) łucko-ostrogska istniała od 2 maja 1594 r. do 1636 roku i ponownie od 1702 r. do ukazu carskiego w r. 1795. Przywrócona bullą z 18 listopada 1798 r. w nowych granicach i zniesiona ukazem z 14 (25) marca 1839 r. Biskupi łuccy i ostrogscy tytułowali się egzarchami metropolii ruskiej, czyli całej Rusi (totius Russiae). W hierarchii ważności władyka łucki i ostrogski zajmował trzecie miejsce, po metropolicie kijowskim i biskupie włodzimierskim, a przed arcybiskupami połockim i smoleńskim. 15 stycznia 2008 Watykan ogłosił zatwierdzenie decyzji Synodu Biskupów Ukraińskiego Kościoła Greckokatolickiego o założeniu w Łucku nowego egzarchatu UKGK. Jest to krok do odnowienia greckokatolickiej eparchii łucko-ostrogskiej.

## Łuccy biskupi greckokatoliccy

### Biskupi łucko-ostrogscy do likwidacji eparchii w 1839 roku
- Cyryl Terlecki (? – zm. 1607 / 1608), nom. 1585, obj. 1585, inicjator unii brzeskiej – przyjął unię z diecezją 2 maja 1594
- Eustachy Maliński (? – 1621), 1607–1609 – administrator, 1609–1621 – bp łucki i ostrogski
- Jeremiasz Poczapowski (? – zm. 15 października 1636), obj. 1621 (?)
- Nicefor Łosowski (? – ?), bp tytul. 1636, 1637–1651 administrator, 1643–1651 bp tyt. witebski, 1643–1651 – koadiutor połocki
- Prokop Chmielewski (? – 1664), 1651–1652 – bp tytularny samborski, 1651–1652 – koadiutor przemyski, 1651–1664 administrator, 1652–1664 – bp przemyski
- Gabriel Kolenda (ok. 1606 – zm. 1674), 1668–1674 – administrator, metropolita kijowski w latach 1665–1674
- Cyprian Żochowski (ukr. Кипріян Жоховський) OSBM (ok. 1635 – zm. 1693), 1674–1693 – jako metropolita kijowski administrował diecezją łucko-ostrogską
- Dionizy Żabokrzycki (? – zm. 1714), przyjął unię z diecezją w 1702 (jako ostatni biskup prawosławny w Koronie, jedynie w Wielkim Księstwie Litewskim pozostała prawosławna diecezja połocka – władyctwo białoruskie), poza diecezją od 1711 (został skazany na dożywotnie więzienie)
- Cyryl Szumlański (? – zm. 1724), obj. 1715, przeszedł na prawosławie
- Józef Wyhowski (? – zm. 1730), obj. 1716
- Teodozy Rudnicki-Lubieniecki (ok. 1698 – zm. 1751), obj. 1731
- Stefan Sylwester Rudnicki-Lubieniecki (1713 – zm. 1777), obj. 1752
- Cyprian Stecki (1734 – zm. 5 stycznia 1787), bp łucko-ostrogski, nom. 12 maja 1777, obj. 1778
- Michał Mateusz Stadnicki (ur. 1747 – zm. 1793), h. Szreniawa, nom. koad. (ok. 15 marca) 1783, prekonizowany jako koadiutor 30 marca 1784, obj. 1787
- Stefan Lewiński (1736 – zm. 23 stycznia 1806), nom. koad. 13 lutego 1787, prekonizowany koadiutorem 22 stycznia 1788, prekonizowany ordynariuszem 18 listopada 1798
- Florian Korsak (14 maja 1749 – 15 lipca 1811), archimandryta żydyczyński, 1804–1811 – unicki biskup pomocniczy łucki, carska nominacja z 13 grudnia 1803, ukaz o sakrze biskupiej z 29 listopada 1804
- Grzegorz Kochanowicz (ur. przed 1750 – zm. 1814), nom. 1807, zezwolenie Stolicy Apostolskiej na kumulację eparchii z września 1808, nominacja na metropolitę Kościoła unickiego w Cesarstwie Rosyjskim 3 października 1809
- Jakub Martusiewicz (? – zm. marzec/kwiecień 1833), nom. 1817, kons. 1819, przeniesiony na metropolitę do Połocka marzec 1833
- Jan Krassowski (? – zm. 2 września 1827), nom. na metropolitę połockiego 1810, kons. styczeń 1811, depon. 6 marca 1823, nom. do Łucka z końcem 1826
- Cyryl Syrotyński (ur. 1769, zm. 1831), nom. na biskupa pińsko-turowskiego 1823, kons. 2 września 1825, administrował eparchią łucko-ostrogską w l. 1827-1828.

### Egzarchaci łuccy w latach 1914-1973
- Josyf Bocian – W 1914 r. został tajnie wyświęcony przez metropolitę Andrzeja Szeptyckiego w Kijowie na biskupa łuckiego. W okresie międzywojennym władze II Rzeczypospolitej uniemożliwiły mu objęcie stolicy biskupiej w Łucku.
- Dmytro Jaremko (ukr. Дмитро Яремко) (1879–1915), biskup ostrogski w latach 1914–1915, Sługa Boży (kandydat na ołtarze Ukraińskiego Kościoła Greckokatolickiego). W 1914 r. został tajnie wyświęcony przez metropolitę Andrzeja Szeptyckiego w Kijowie na biskupa ostrogskiego. Zmarł na zesłaniu w Woroneżu, gdzie został w 1915 r. wywieziony przez władze rosyjskie jako zakładnik.
- Błogosławiony Mikołaj Czarnecki (ur. 1884 – zm. 1959), 2 lutego 1931 papież Pius XI mianował go biskupem tytularnym Lebedus oraz Wizytatorem Apostolskim wiernych obrządek bizantyjsko-ukraiński na Wołyniu i Podlasiu. W 1939 r. unicki metropolita abp Andrzej Szeptycki, na mocy specjalnych upoważnień, mianował go egzarchą Wołynia, Podlasia i Polesia.
- Wasyl Wełyczkowski (Bazyli Wieliczkowski) (ur. 1903 – zm. 1973), 4 lutego 1963 wyświęcony w Moskwie przez metropolitę Josyfa Slipyja na biskupa łuckiego.

### Egzarchaci łuccy po odnowieniu egzarchatu w 2008 roku
- Jozafat Ołeh Howera (ur. 12 września 1967), nom. 15 stycznia 2008, kons. 7 kwietnia 2008, ingres 12 kwietnia 2008.